# Sint-Hubertuskapel (Zutendaal)
De Sint-Hubertuskapel is een kapel ten noordoosten van Wiemesmeer, op de grens van de gemeenten Zutendaal, Genk, As en Maasmechelen (deelgemeenten Opgrimbie en Mechelen-aan-de-Maas). Hier komen vijf bospaden bijeen, waarvan er vier de gemeentegrenzen volgen.
De niet-betreedbare kapel werd opgericht in 1952 te midden van de Oeleinderheide (Nationaal Park Hoge Kempen). Ze bestaat uit een bakstenen zuil op een kunstmatig heuveltje: de Paalheuvel. De zuil wordt bekroond door een metalen lantaarn, waarin zich een Sint-Hubertusbeeld bevindt.
Letters op de sokkel verwijzen naar de vijf (deel-)gemeenten die hier samenkomen. Hardstenen op de sokkel tonen teksten als: Sint-Hubertus BVO, flora, fauna, woud en jacht.

## Galerij

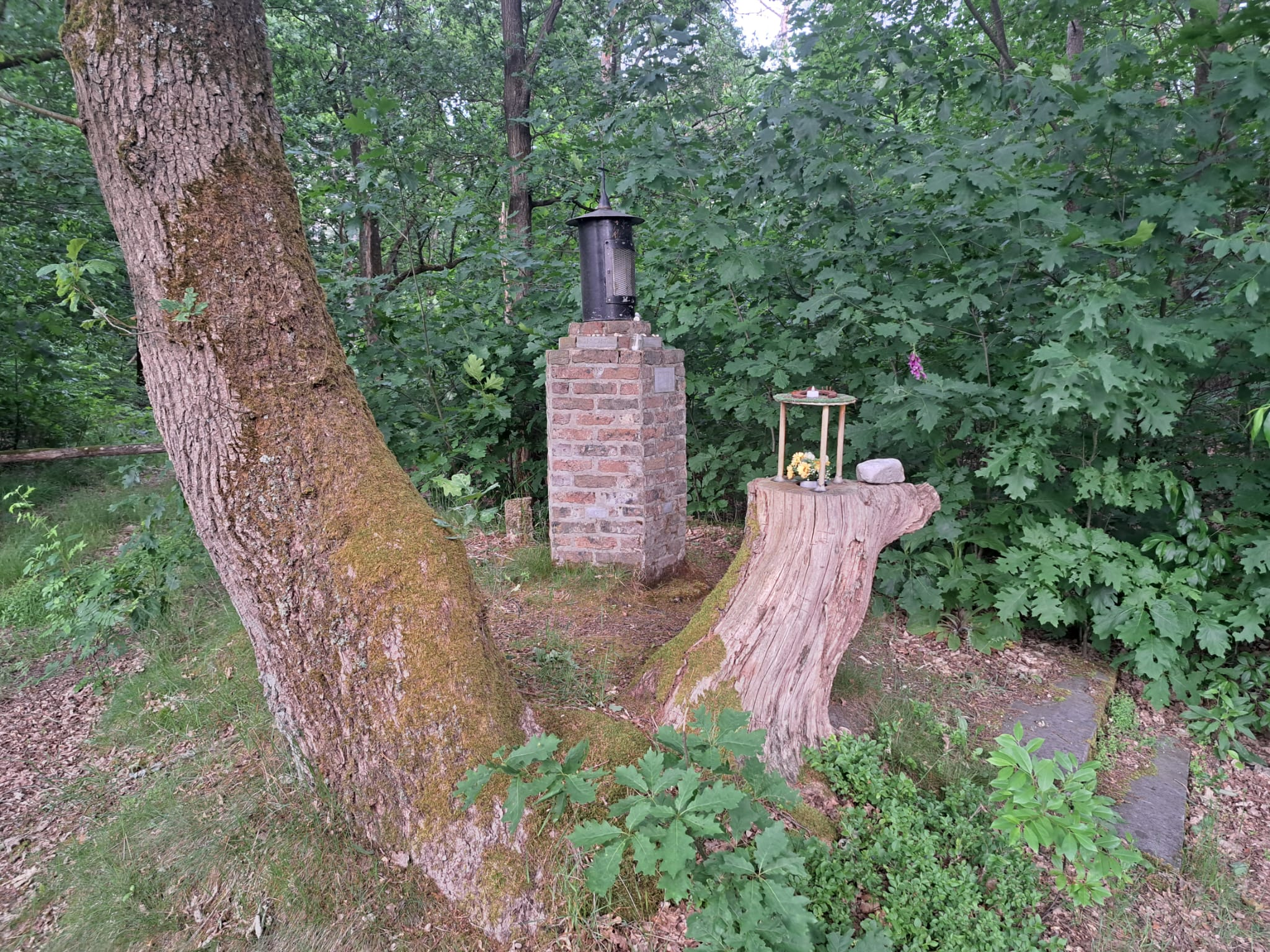
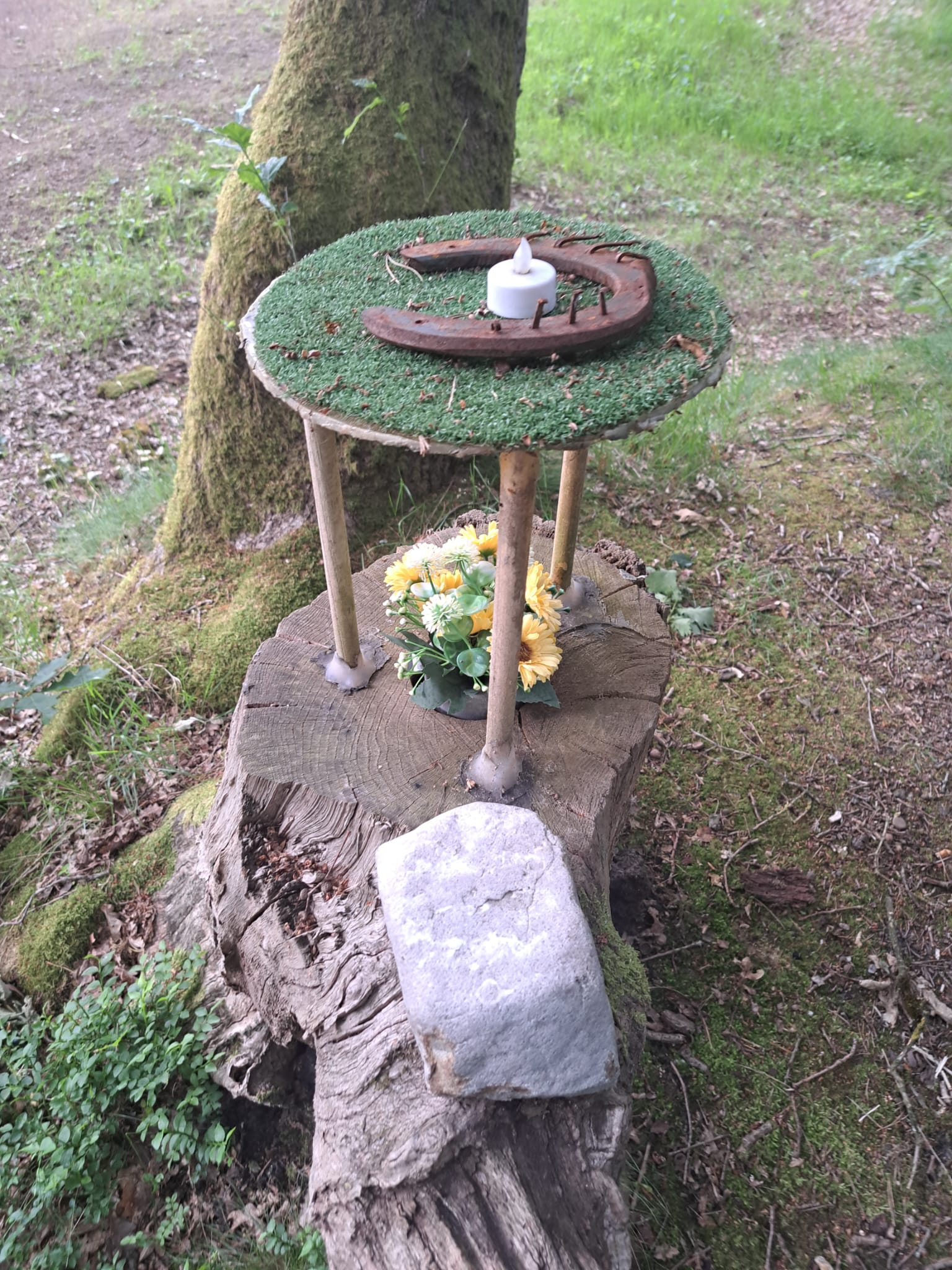
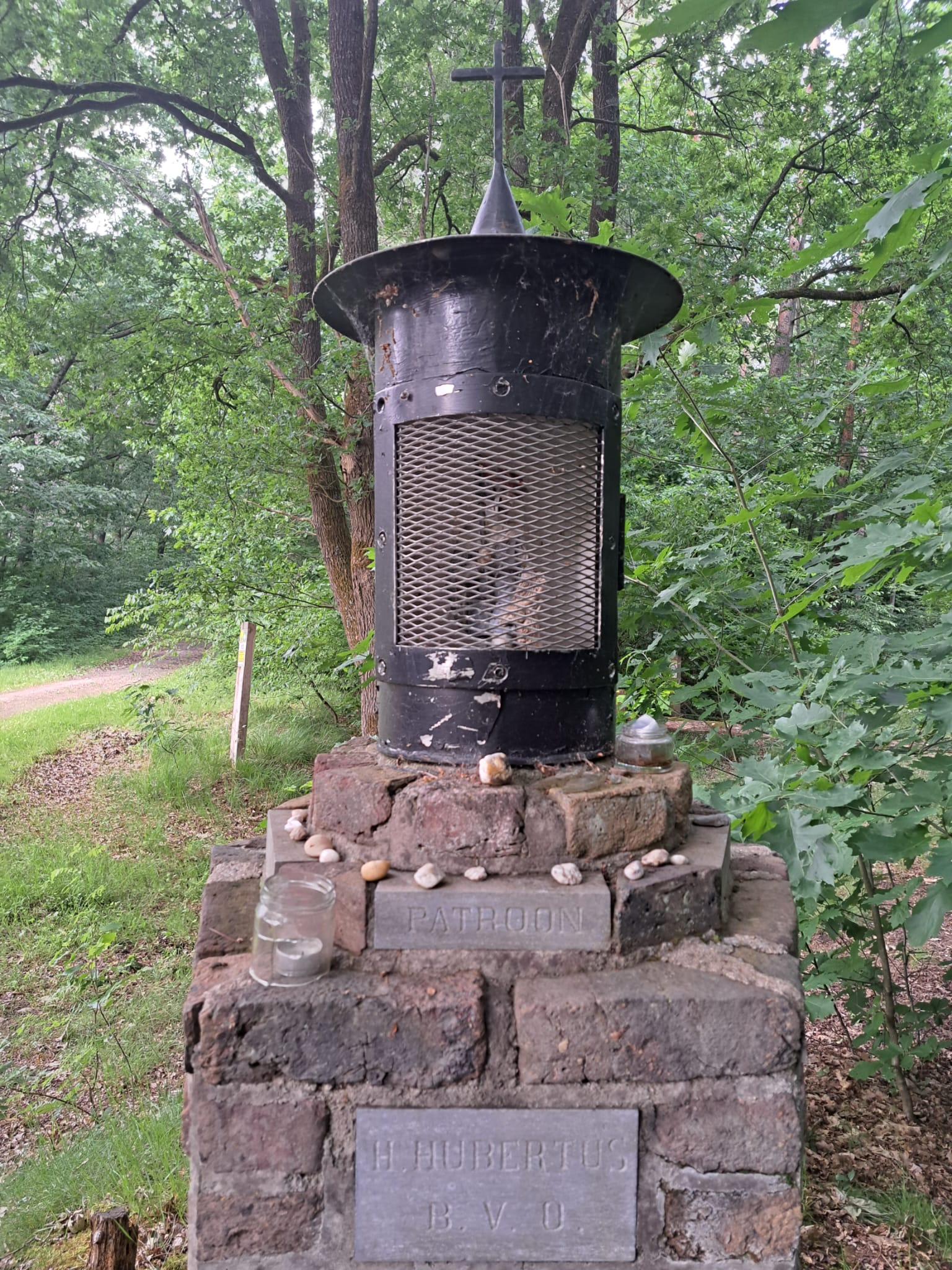